# Alice Domon
Alice Domon (Charquemont, Doubs, Francia, 23 de septiembre de 1937 – Océano Atlántico, 17 o 18 de diciembre de 1977) fue una monja católica francesa detenida-desaparecida durante la dictadura militar en Argentina autodenominada Proceso de Reorganización Nacional (1976-1983). El caso de la desaparición y asesinato de Alice Domon está relacionado con el de su compañera de congregación Léonie Duquet y el caso de ambas es mundialmente conocido como el de «las monjas francesas».

## Biografía
Alice Domon nació en Charquemont, en la región de Doubs, en Francia. Desde joven ingresó a la Congregación de las Misiones Extranjeras de París (en francés: Société des missions étrangères) que la envió en 1967 a la Argentina, instalándose en Hurlingham y Morón, en el cordón industrial de Buenos Aires, orientándose a la catequesis de personas con necesidades especiales.
Domon formó allí parte del grupo dirigido por el sacerdote Ismael Calcagno, primo político de Jorge Rafael Videla, el dictador al mando al momento de ser secuestrada y asesinada. Allí estaba asignada también Léonie Duquet con quien estableció una profunda amistad. Paradójicamente, Léonie Duquet y Alice Domon conocieron a Videla debido a que este recurrió a su ayuda para la asistencia de su hijo Alejandro, un niño discapacitado a quien las hermanas Alice y Léonie cuidaron, enseñaron y catequizaron en la Casa de la Caridad de Morón.
Alice Domon se dedicó al trabajo social con los pobladores de las villas miseria, grandes complejos informales de viviendas precarias. En 1971 fue a Corrientes para colaborar en la organización de las Ligas Agrarias, que organizaron a los pequeños productores de algodón.
Al producirse el golpe militar del 24 de marzo de 1976 e instalarse un régimen fundado en el terrorismo de Estado Alice tomó la decisión de participar activamente en las organizaciones de derechos humanos. A su regreso de Corrientes fue hospedada por Léonie Duquet en su casa.
En diciembre de 1977 las hermanas Alice y Léonie, con  las Madres de Plaza de Mayo y otros activistas de derechos humanos, prepararon una solicitada con el nombre de los desaparecidos y el reclamo al gobierno de dar a conocer su paradero. La solicitada fue publicada en el diario La Nación el 10 de diciembre de 1977, el mismo día de su desaparición. Entre los firmantes figura el nombre de Gustavo Niño, nombre falso que utilizó el entonces capitán de la Marina Alfredo Astiz para infiltrarse en el grupo de las Madres de Plaza de Mayo.

## Desaparición, secuestro, tortura y asesinato

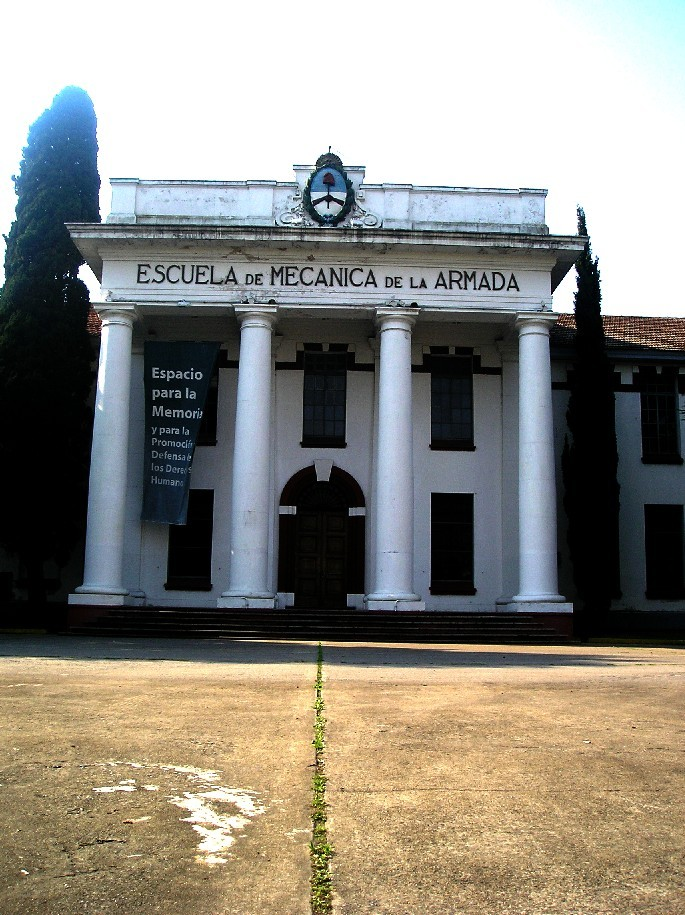
La ESMA.

Entre el jueves 8 de diciembre y el sábado 10 de diciembre de 1977 un grupo de militares bajo el mando de Alfredo Astiz secuestró a un grupo de 12 personas vinculadas a la Madres de Plaza de Mayo. Entre ellas se encontraba Alice Domon, junto con la fundadora de Madres de Plaza de Mayo Azucena Villaflor y su compañera también monja francesa Léonie Duquet. 
La mayor parte del grupo fue secuestrado en la iglesia Santa Cruz ubicada en el barrio de San Cristóbal de la ciudad de Buenos Aires, donde solían reunirse. Allí fue secuestrada Alice Domon.
La hermana Alice fue llevada directamente al centro clandestino de detención ubicado en la Escuela de Mecánica de la Armada (ESMA), bajo el control de la Marina Argentina, donde fue recluida en el sector denominado Capucha. Allí permaneció aproximadamente 10 días, lapso durante el cual fue constantemente torturada. En el Informe Nunca Más los testigos Maggio y Cubas, sobrevivientes de la ESMA, relataron lo que sabían sobre su suerte: 

... Lo mismo sucedió con las religiosas francesas Alice Domon y Leonie Renée Duquet. Tuve oportunidad personal de hablar con la hermana Alice, ya que fue llevada junto con la hermana Renée al tercer piso del Casino de Oficiales de la ESMA, lugar donde me encontraba cautivo. Esto ocurre alrededor del 11 o 12 de diciembre. Es cuando me cuenta que había sido secuestrada en una iglesia, conjuntamente con familiares de desaparecidos. Luego supe que eran 13 personas; las hermanas estaban muy golpeadas y débiles, ya que para llevar al baño a la hermana Alice tenían que sostenerla dos guardias. Le pregunte si la habían torturado y me contestó afirmativamente: la habían atado a una cama totalmente desnuda y le habían aplicado la picana por todo el cuerpo; además dijo que después la habían obligado a escribir una carta a la Superiora de su Congregación, la escribió en francés bajo constante tortura, y posteriormente le sacaron una foto a ambas, sentadas junto a una mesa. Las fotos les fueron sacadas en el mismo lugar donde las torturaron: el subsuelo de Casino del Oficiales. Las hermanas estuvieron en ESMA unos diez días, torturadas e interrogadas. Luego fueron «trasladadas» junto con las once personas restantes. Los rumores internos fundamentados por el apresuramiento con que se sacó de allí a estas personas, indicaban el asesinato de las mismas. (Testimonio de Horacio Domingo Maggio, Legajo N° 4450).

Cayeron alrededor de 10 o 12 familiares, entre ellos la Hermana francesa Alice Domon. Más tarde fue llevada también a la ESMA la hermana Rennée Duquet, de la misma Congregación religiosa que la hermana Alice. A la hermana Renée la alojaron en "Capuchita". Las hermanas Alice y Renée fueron salvajemente torturadas, especialmente la primera. La conducta de ellas fue admirable. Hasta en sus peores momentos de dolor, la Hermana Alice que estaba en "Capucha"- preguntaba por la suerte de sus compañeros y en el colmo de la ironía- en forma particular por el «muchachito rubio», que no era otro que el Teniente de Fragata Astiz (quien se había infiltrado en el grupo haciéndose pasar por familiar de un desaparecido)... A punta de pistola la obligó a la hermana Alice a redactar una carta de su puño y letra... Para coronar esa parodia se les tomó (a ambas Hermanas) fotografías en el propio laboratorio fotográfico de la ESMA, en las que aparecían sentadas delante de una mesa con un cartel del Partido Montonero atrás. Las hermanas Alice y Renée fueron «trasladadas» y junto con ellas los familiares secuestrados en la misma circunstancia. (Testimonio de Lisandro Raúl Cubas, Legajo N° 6974).

La nacionalidad francesa de las hermanas Léonie Duquet y Alice Domon generó un escándalo internacional, especialmente con Francia. Por esa razón el Jefe de la Armada y miembro de la Junta Militar, Emilio Massera, ordenó simular que ambas monjas habían sido secuestradas por la organización guerrillera Montoneros. A tal fin Domon fue obligada bajo tortura a escribir una carta a su superiora en la congregación, carta que fue escrita en francés, diciendo que habían sido secuestradas por un grupo opositor al gobierno de Jorge Rafael Videla. Luego les sacaron la foto que se encuentra en esta página en la que las dos monjas se encuentran sentadas delante de una bandera de Montoneros y exhibiendo un ejemplar del diario La Nación. La foto, que fue tomada en el subsuelo del Casino de Oficiales de la ESMA y en la que ambas religiosas aparecen con evidentes signos de haber sido torturadas, fue enviada a la prensa francesa.
El 15 de diciembre de 1977 el diario La Nación publicó una noticia de la agencia EFE bajo el título «Vivas y con buena salud». Allí se informaba que la Madre Superiora de la Congregación declaraba desde Francia que las hermanas Léonie y Alice habían sido detenidas y que «se hallan vivas y con buena salud». Aclaraba también que la información provenía del Nuncio en la Argentina.
Probablemente el día 17 o 18 de diciembre de 1977, las dos hermanas y el resto del grupo, fueron «trasladadas» al aeropuerto militar que se encuentra en el extremo sur del Aeroparque de la ciudad de Buenos Aires, subidos sedados a un avión de la Marina y arrojadas vivas al mar frente a la costa de Santa Teresita, muriendo al chocar contra el agua.
En un ejemplo de humor atroz los marinos vinculados a la represión durante el terrorismo de Estado solían en aquellos tiempos hacer referencia a "las monjas voladoras".
En 1990 el capitán Alfredo Astiz fue condenado en ausencia a cadena perpetua por la Corte de Apelaciones de París como culpable de la muerte de las hermanas Léonie Duquet y Alice Domon.

### Búsqueda de sus restos
El 20 de diciembre de 1977 comenzaron a aparecer cadáveres provenientes del mar en las playas de la provincia de Buenos Aires a la altura de los balnearios de Santa Teresita y Mar del Tuyú. Los médicos policiales que examinaron los cuerpos en esa oportunidad registraron que la causa de la muerte había sido «el choque contra objetos duros desde gran altura», como indicaban el tipo de fracturas óseas constatadas, sucedidas antes de la muerte. Sin realizar más averiguaciones las autoridades locales dispusieron de inmediato que los cuerpos fueran enterrados como NN en el cementerio de la cercana ciudad de General Lavalle.
Ya restablecida la democracia, en 1984, en el marco de la investigación de la CONADEP y del Juicio a las Juntas se habían realizado excavaciones en el cementerio de General Lavalle, encontrándose una gran cantidad de restos óseos provenientes de los cadáveres hallados en las playas de San Bernardo y Lucila del Mar. Estos restos fueron utilizados en el juicio a las Juntas y guardados luego en 16 bolsas.
A partir de entonces el juez Horacio Cattani empezó a acumular causas sobre desaparecidos. A pesar de las leyes de Punto Final y Obediencia Debida, que paralizaron las investigaciones, Cattani logró armar en 1995 un archivo de 40 metros cuadrados donde alojar todas esas pruebas.
En 2003 el intendente de General Lavalle informó que se habían localizado nuevas tumbas de NN en el cementerio de la ciudad. El juez Cattani ordenó entonces realizar nuevas excavaciones con el Equipo Argentino de Antropología Forense (EAAF), descubriéndose dos líneas de tumbas, una por encima de la otra. Se descubrieron así ocho esqueletos, cinco correspondientes a mujeres, dos correspondientes a varones y uno, clasificado como GL-17, que se definió como «probablemente masculino».
Como resultado de esos estudios fueron hallados e individualizados los restos de cinco mujeres del grupo secuestrado entre los días 8 y 10 de diciembre de 1977: Azucena Villaflor, María Ponce de Bianco, Esther Ballestrino de Careaga, Angela Auad y la hermana Léonie Duquet. Todas ellas han sido enterradas en el jardín de la iglesia Santa Cruz.
Hasta el momento los restos de Alice Domon no han sido hallados y permanecen desaparecidos.

## Conocimiento del gobierno de los Estados Unidos
Documentos secretos del gobierno de los Estados Unidos desclasificados en 2002 prueban que el gobierno norteamericano sabía desde 1978 que los cuerpos sin vida de las monjas francesas Alice Domon y Léonie Duquet y las madres de Plaza de Mayo Azucena Villaflor, Esther Ballestrino y María Ponce, habían sido encontradas en las playas bonaerenses. Esta información fue mantenida en secreto y nunca fue comunicada al gobierno democrático argentino.
El dato está incluido en Documento N.º 1978-BUENOS-02346 dirigido por el entonces Embajador de Estados Unidos en la Argentina, Raúl Castro, al Secretario de Estado de los Estados Unidos, lleva fecha del 30 de marzo de 1978 y menciona como objeto Informe sobre monjas muertas. Textualmente el documento dice:

1. A.F.P. Marzo 28 Historia recopilada en París informa que los cuerpos de dos monjas francesas (Alicia Doman y Renee Duguet) que fueron secuestradas a mediados de diciembre con otros once activistas de derechos humanos fueron identificados entre los cuerpos cerca de Bahía Blanca. 2. Buenos Aires estaba llena de ciertos rumores desde hace un mes sobre constancias del descubrimiento de un número de cadáveres llevados a la playa por vientos inusualmente fuertes a lo largo del mar atlántico en puntos cercanos a la boca del Río de la Plata unas 300-350 millas al norte de Bahía Blanca (Ver Buenos Aires 1919 para control) 3. (Sección en borrada) que estuvo tratando de rastrear estos rumores tiene información confidencial de que las monjas fueron secuestradas por agentes de seguridad argentinos y en algún momento fueron transferidas a la localidad de Junín que se encuentra cerca de 150 millas al oeste de Buenos Aires. 4. La Embajada también tiene información confidencial obtenida a través de una fuente (protegida) del gobierno argentino de que siete cuerpos fueron descubiertos hace algunas semanas en la playa atlántica cerca de Mar del Plata. De acuerdo a esta fuente, los cuerpos eran los de las dos monjas y cinco madres que desaparecieron entre el 8 y el 10 de diciembre de 1977. Nuestra fuente confirma que estos individuos fueron secuestrados por miembros de las fuerzas de seguridad actuando bajo su amplio mandato contra terroristas y subversivos. La fuente además declaró que pocos individuos en el GOA estaban al tanto de esta información. 5. Esta fuente ha informado verazmente en el pasado y tenemos razones para creer que tiene conocimiento sobre questiones de desapariciones. La Embajada solicita que su informe sea protegido para evitar comprometer una fuente que ha probado ser útil en proveer información concerniente a individuos perdidos o desaparecidos. CASTRO.

## Memoria
Cada 8 de diciembre, en la iglesia Santa Cruz, de San Cristóbal, se recuerda el aniversario de la desaparición del grupo de Madres de Plaza de Mayo, activistas de derechos humanos y las dos monjas francesas, Léonie Duquet y Alice Domon.
En el año 2000, por  Ley N° 397, la Legislatura de la Ciudad de Buenos Aires denominó "Hermana Alice Domon y Hermana Leonie Duquet" a la plazoleta ubicada en la intersección de las calles Moreto, Medina y Cajaravilla.
En el año 2000 el director de cine Alberto Marquardt realizó una película documental sobre su vida llamada Yo, Sor Alice, de producción argentino-francesa.